# Shadow Fight 2
Shadow Fight 2 — мобільна гра у жанрі файтингу, розроблена та випущена російською студією Nekki. Перша версія гри була випущена 9 жовтня 2013 року. Повна гра була випущена у всьому світі тільки 1 травня 2014 року, на Android та iOS. 27 січня 2015 року гра була випущена на операційну систему Windows, а 13 вересня 2018 року гра була портована на Nintendo Switch.

## Ігровий процес
Shadow Fight 2 — це двовимірна гра, з простим управлінням, у якій гравець повинен виграти 3 раунди щоб виграти супротивника. Дії гри відбуваються у альтернативній версії феодальної Японії. У грі присутні елементи RPG, гравець може вдосконалювати свою броню, зброю, навички, та магічні здібності за ігрову валюту, яку можна заробити граючи в різних режимах. Гра складається з 7 частин, кожна з яких має свого боса, а кожен бос має по 5 тілоохоронців.

## Сюжет
У пролозі оповідач, який є головним героєм розказує про своє минуле: він був легендарним бійцем, що відправився на пошуки гідного суперника.
У своїх мандрах він натрапив на Ворота Тіней, що вели до тіньового світу, та відкрив їх. При відкритті Воріт, шість демонів ув'язнених з іншого боку, вивільнились, а його тіло було огорнуто містичною енергією Тіні, яка перетворила його на безликий силует. Тінь був проклятий на 100 років, і щоб закрити ворота, йому треба було перемогти всіх демонів.
У такому вигляді, він повертається до свого Сенсея, який був здивований, побачивши вигляд його колишнього учня, але все ж таки згоджується допомогти йому.
Далі, Тіні буде потрібно перемогти 7 босів:
- Рись — перший демон в грі, лідер ордену Асасинів, в минулому — найманий вбивця
- Відлюдник — могутній чаклун, власник школи бойових мистецтв
- М'ясник — ватажок злочинної банди
- Оса — піратська королева, що захопила владу, вбивши свого батька, за порадою Вдови
- Вдова — керуюча містом, що захопила владу за допомогою своїх чар, які зводили чоловіків з розуму
- Сьогун — останній демон в грі, воєначальник, що служив минулому правителю провінції, Князю, але після його зникнення, взяв владу у свої руки
- Титан — головний антагоніст гри, що створив Ворота Тіней, та, можливо, енергію Тіні. Після довгої сутички Тінь вбиває його, тим самим звільняючи себе з тіньової оболонки, та повертається в свій рідний світ у вигляді людини.

## Старі рани
Shadow Fight 2: Special Edition була випущена 17 серпня 2017 року, сюжет доповнення має назву «Старі рани».
Сюжет зосереджується на історії молодого Сенсея, що бореться з молодшими версіями демонів.